# آدم لاريف
آدم لاريف مواليد 1 يوليو 1980 في المالديف، هو لاعب كرة قدم مالديفي يلعب في مركز الوسط مع نادي في بي.

## وصلات خارجية
- آدم لاريف على موقع قاعدة بيانات كرة القدم.إي يو (الإنجليزية)
- آدم لاريف على موقع ناشيونال فوتبول تيمز (الإنجليزية)
- آدم لاريف على موقع Soccerway.com (الإنجليزية)